# Pébié
Pébié (auch Kpébié) ist eine Stadt und ein Arrondissement im Departement Borgou im westafrikanischen Staat Benin. Es ist eine Verwaltungseinheit, die der Gerichtsbarkeit der Kommune Pèrèrè untersteht.
Durch den Ort verläuft die Fernstraße RNIE6.

## Demografie und Verwaltung
Gemäß der Volkszählung 2013 des beninischen Statistikamtes INSAE hatte das Arrondissement 5865 Einwohner, davon waren 2876 männlich und 2989 weiblich.
Von den 61 Dörfern und Quartieren der Kommune Pèrèrè entfallen fünf auf Pébié: Guinro, Kpébié, Kpébié-Gando, Tchori und Won.